# クズネツォフ PD-30
PD-30（ロシア語: ПД-30）は、はロシア連邦のN・D・クズネツォフ記念サマーラ科学技術複合が開発しているギヤードターボファンエンジンである。型式のPDはПерспективный Двигательのアナクロムで将来エンジン、30は推力を表す。

## 概要
PD-30は、"Двигателях-2012"で発表されたエンジンで生産再開を予定していたAn-124-300輸送機の搭載エンジンの候補としてAn-124が元々搭載していたD-18Tの改良型であるシリーズ5などとともに挙げられていた。2012年の段階でクズネツォフは、PD-30の製造マニュアルを発行し、連続生産のための設計習熟に4-5年が必要と述べていた。しかし、搭載するとしていたAn-124の再生産計画そのものは2014年ウクライナ騒乱の影響で頓挫した。
2015年にクズネツォフはCIAMの会議において推力29.5トンのNK-65と推力35トンのNK-35R-32の新しい2つのエンジンプロジェクトを明らかとした。このうちNK-65はPD-30と実質的に同じものとみられている。
2016年の時点では開発作業の段階とされている。

## 設計
エンジンのコアとしてはNK-32 シリーズ2のコアの改良版を使用する。クズネツォフのゼネラル・デザイナーであるドミトリー・フェドルチェンコは、PD-30の設計はクズネツォフが過去に設計したNK-65（NK-32をベースに設計していた30トン級ギヤードターボファンエンジンエンジン）の誘導体であると述べている。中空（ハニカム）ファンブレードはNK-44とNK-56から、すべり軸受はNK-93からそれぞれ実用化した経験をもとに使用する。キーテクノロジーである遊星ギア部分についてはプロップファンであるD-27用に開発された33,000馬力のユニットに由来する50,000馬力のものを使用する。この遊星ギアは最大で99.6パーセントの効率で動作するとされている。
このようにリスクを避けるため他のプロジェクトで実績のある既製の部品や技術を広範に使用しているが、超低排出燃焼器、高圧タービン及び中圧タービンの単結晶鋳造ブレード、高圧圧縮機および中圧圧縮機におけるブリスク技術の使用、シェブロンノズル、全複合材製エンジンナセル、FADECなど先進的な機構も盛り込まれている。特に燃焼機については複数の燃料噴射燃焼器を使用して、排出する亜酸化窒素、二酸化炭素及び炭化水素は2004年のICAOの要件よりそれぞれ2、10、15分の1以下に収める予定である。そのほか、今後のICAOの基準を満たすため340-350m/s（1,115-1,148ft/s）以下の回転速度の新しい低速ファンの使用により騒音を低減する。

## 型式
NK-65
推力29.5トン、直径2,950mmで計算によればバイパス比8、燃料消費率は0.545kg/(kgs・h)となるとされる。
NK-35R-32
推力35トン、直径3,120mm、計算によれば燃料消費率は9.2-0.53kg/(kgs・h)となるとされる。

## 搭載機
- An-124

かつてAn-124-300への搭載候補として挙げられていた。
- COMAC C929/C939

中国とロシアが共同で開発する長距離旅客機の候補として挙げられている。
- Il-106

ドミトリー・ロゴージン副首相が搭載することができると発言していたが、2016年11月の時点ではPD-14をベースとしたPD-35が採用される見込み。

## 仕様（2012年時点での想定スペック）
一般的特性
- 形式: ギヤード・ターボファン
- 全長:
- 直径: 2,950 mm (9.68 ft)
- 乾燥重量: 5,140kg（逆推力装置を含まず）

構成要素
- 圧縮機:
- 燃焼器: アニュラ型

性能
- 推力: 

  - 離陸時：65,000 lb (29,500 kg)
  - 高度11,000m（36,000ft）を巡航時：12,560 lb (5,700 kg)～13,670 lb (6,200 kg)
- バイパス比: 7.65-8.7
- タービン入口温度: 1,570K（1296 °C）
- 燃料消費率: 巡航時：0.535-0.548 lb/lb/hr
- 出力重量比:

出典: 